# 密花树
密花树（学名：Rapanea neriifolia）为紫金牛科密花树属下的一个种。

## 扩展阅读
- 維基物種上的相關：密花树